# Volta catalana

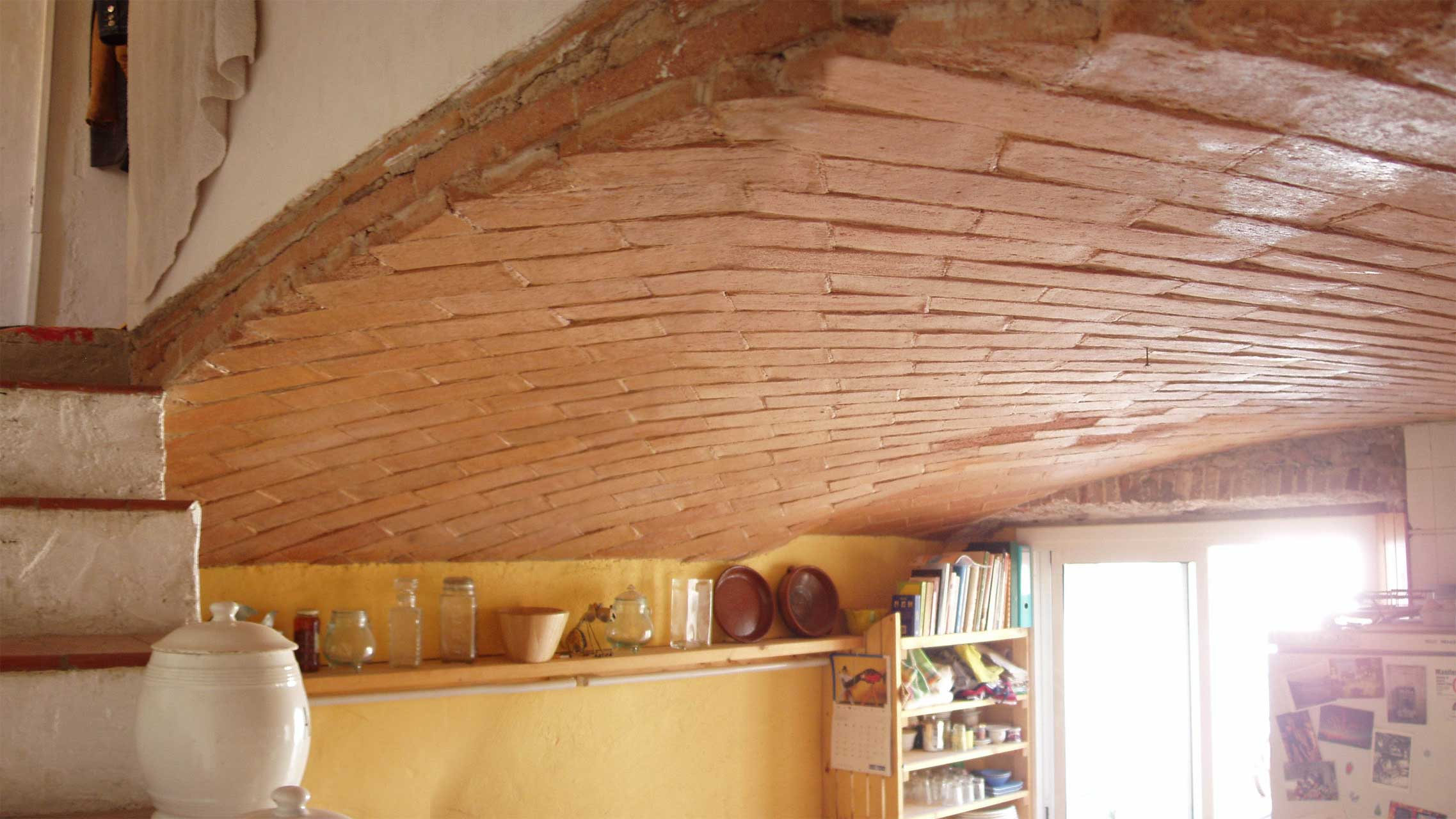
Sostre de volta catalana en una casa de cos al barri de Sarrià, Barcelona

La volta catalana o de maó de pla és una tècnica de construcció tradicional catalana que consisteix a cobrir l'espai mitjançant una volta de maons col·locats per la part plana, és a dir, per la cara de superfície més gran que formen el llarg i el través del maó, en lloc de fer-ho per qualsevol de les cares gruixudes. Aquesta tècnica, si l'espai a cobrir no era massa ample i els paletes eren prou hàbils, permetia construir sense cindri i amb una certa rapidesa fet que, entre d'altres, motivà que fos àmpliament utilitzada. Amb volta catalana es cobria, amb una sola llum, el sostre de les plantes baixes dels masos i de les construccions urbanes populars com les cases de cos, etc. A partir del segle xix es va aplicar a les construccions nobles dels eixamples de l'època de la industrialització com l'Eixample Cerdà de Barcelona.

## Orígens

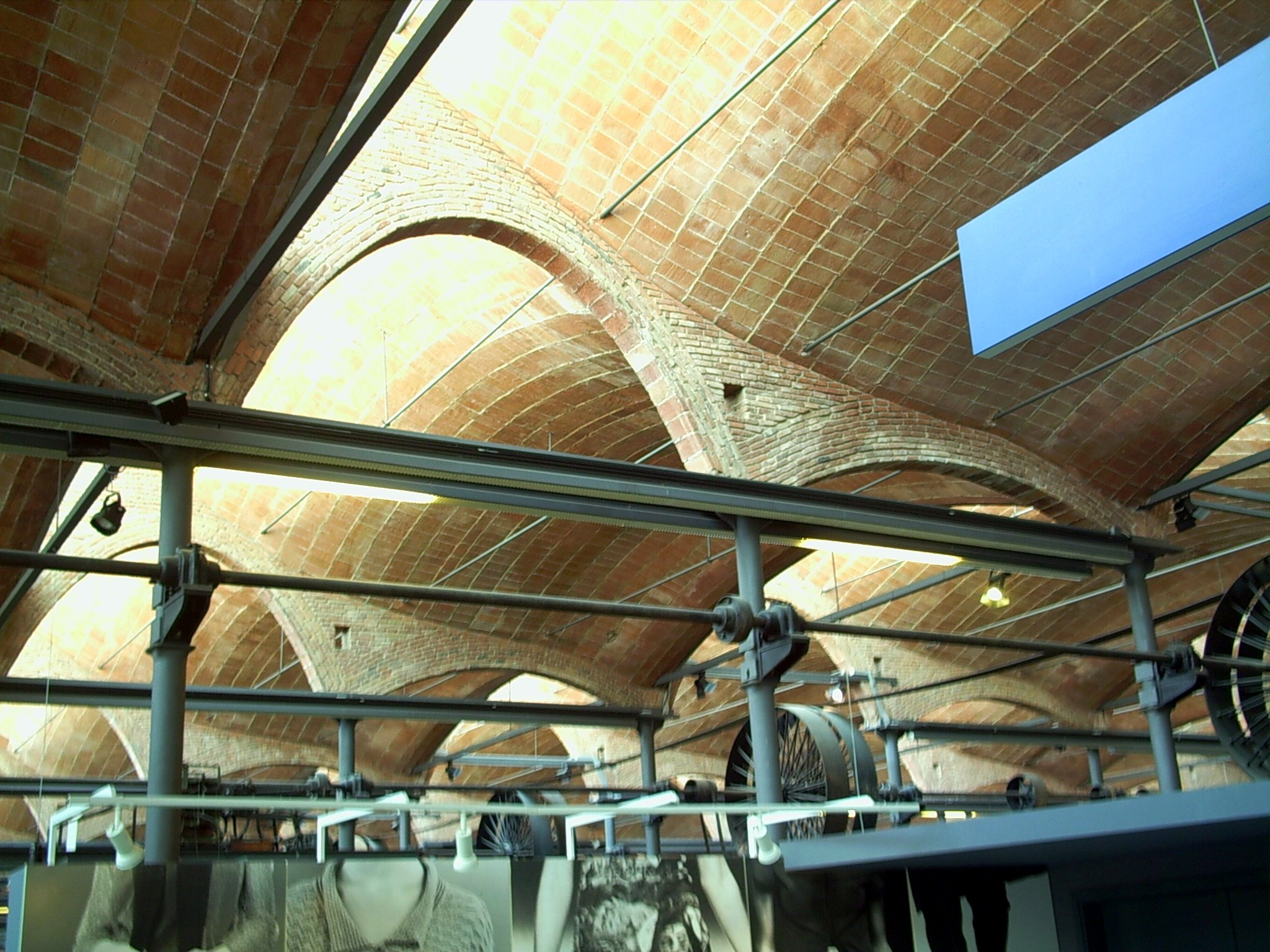
Interior amb «volta catalana» de les naus industrials del Vapor Aymerich, actualment formant part del Museu de la Ciència i de la Tècnica de Catalunya, a Terrassa

L'origen de la volta de maó de pla cal ubicar-lo en la tasca dels constructors romans que doblen, per reforçar-lo, el cindri permanent de maons que s'estenia per sota de les voltes d'argamassa i pedra de les grans construccions romanes. L'ús sistemàtic del doblat de totxos és clar en les Termes de Caracalla de Roma, on per damunt d'un primer full de grans maons quadrats d'uns 60 cm de costat («pentàdoron»), s'estenia, trencant els junts, un altre full de totxos quadrats de dimensió 2/3 de l'anterior («laterculi»), deixant alguns maons de cantell per lligar el posterior extradossat.
En el segle xvii, els arquitectes i mestres d'obres italians que havien mantingut viu l'art de fer voltes, foren cridats per les Corones de Castella i d'Aragó, per la noblesa i per l'Església dels regnes de la península Ibèrica, per bastir tot tipus d'edificis segons els cànons i l'estètica del Renaixement. Aquests arquitectes i mestres d'obres italians importaren el mètode de la «volte di quarto» i varen iniciar en la tècnica corresponent als gremis de paletes, els quals l'escamparen àmpliament per tota la península amb un èxit més que notable a Madrid. Fou el 1636 que el frare de l'ordre dels Agustins: «Fray Lorenzo de San Nicolás» (1593 – 1679), que exercia de mestre d'obres a la Cort de Madrid, va popularitzar el nom de «bóveda catalana» en el seu llibre, "Arte y uso de arquitectura" en reconeixement del bon ofici dels paletes i mestres d'obres del Principat de Catalunya que treballaven a Madrid, els quals es distingien per la perfecció i audàcia amb què bastien la volta de maó de pla. És singular el fet que en el segle xviii, la bóveda tabicada caigués en desús a la capital d'Espanya, ja que es creien poc segures per tant primes com eren i pel notable empenyiment que produïen en els estreps.

## Construcció

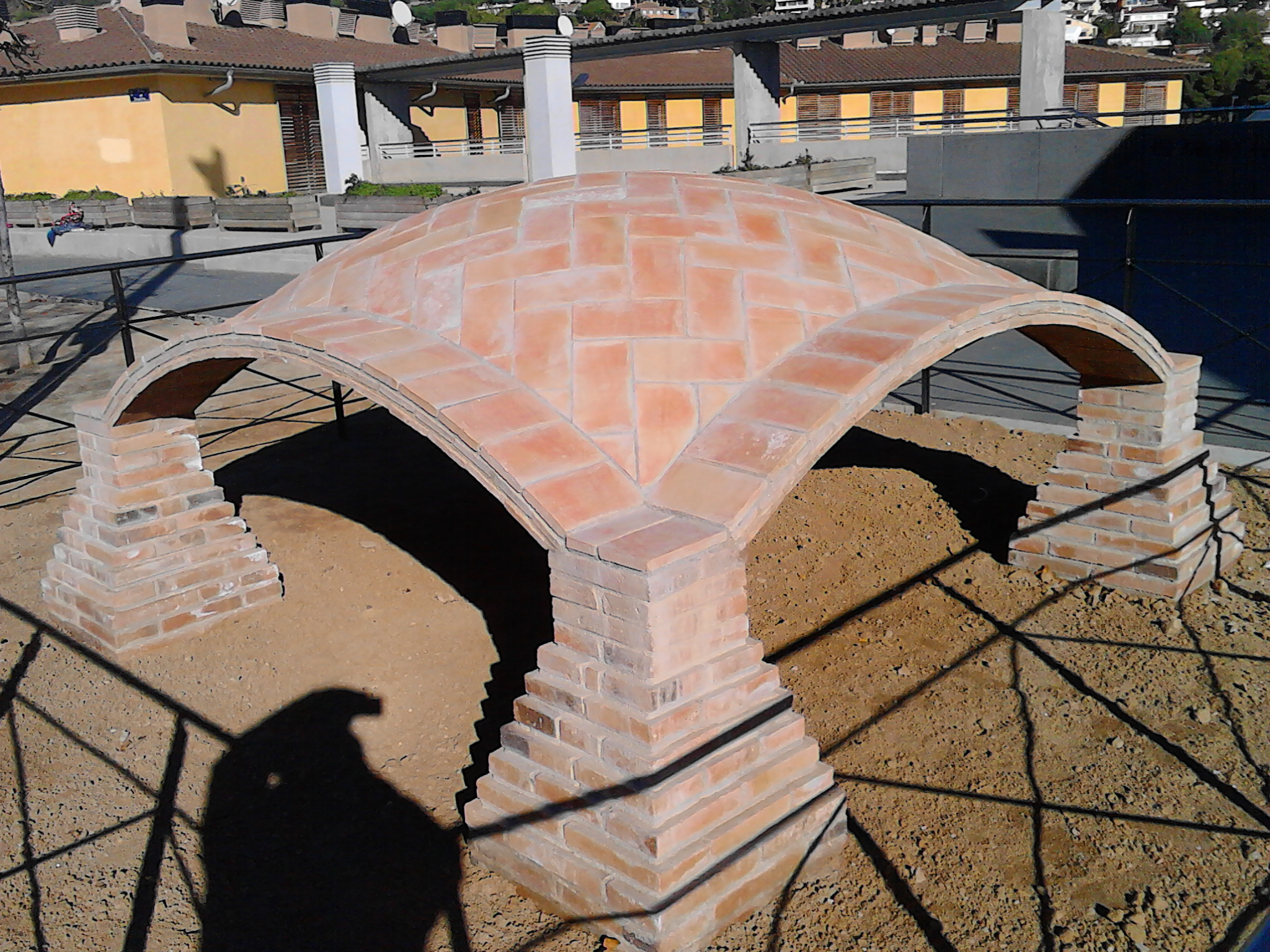
Model de volta catalana realitzat a la plaça del Teatre de Vilassar de Dalt.

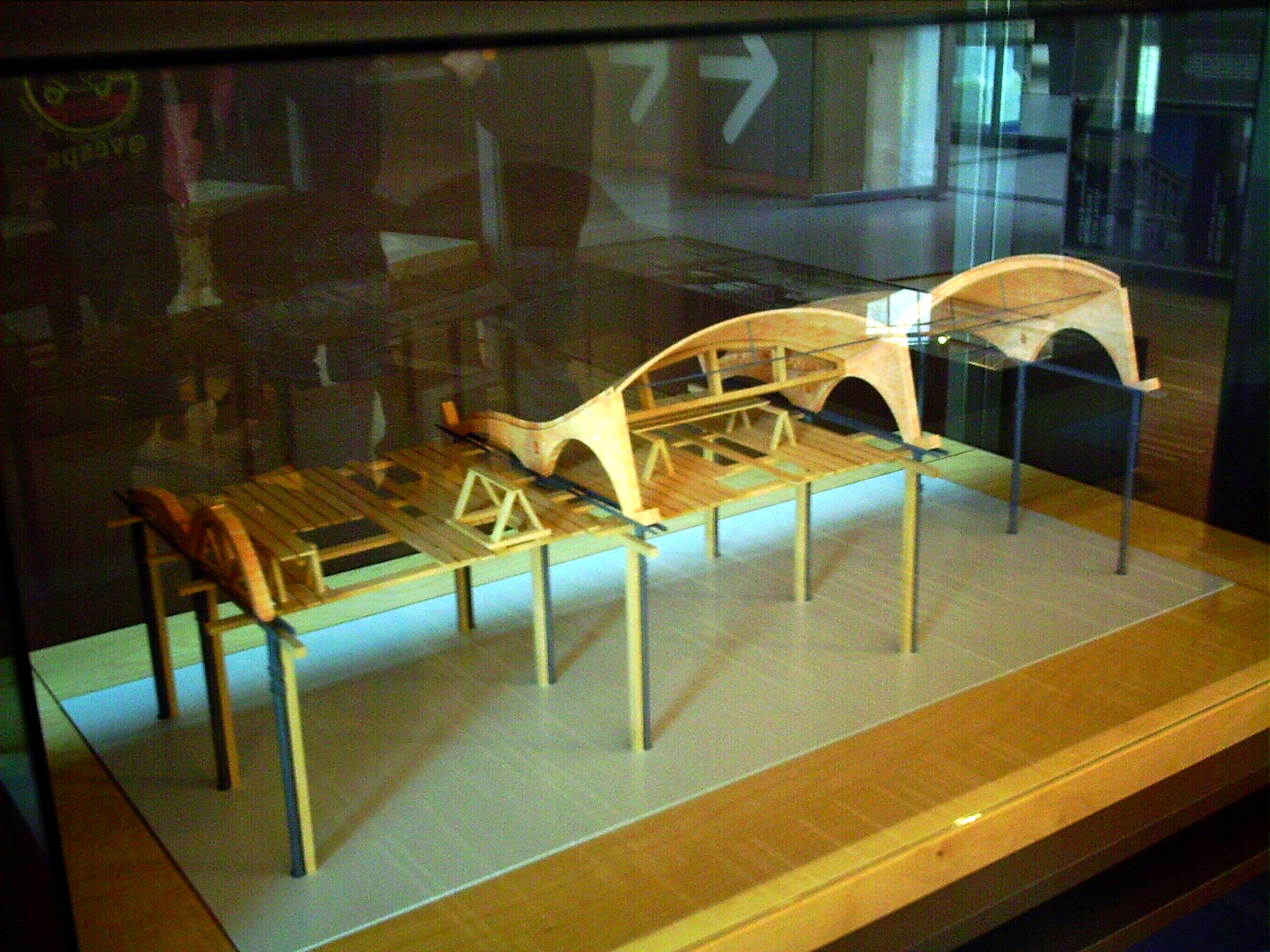
Maqueta de la construcció de la volta catalana de la fabrica tèxtil, del mNATECT, a Terrassa.

Per a fer un sostre o una escala o per cobrir espais entre arcades o parets, etc., es fa un primer full amb rajola o maons fins col·locats amb guix, a sobre es disposen un o més fulls de maons i morter de ciment, això fa que sigui molt més lleugera que les voltes construïdes amb altres sistemes. Normalment es feia amb un cindri prim que es desplaçava o molt freqüentment sense cindri, ja que el guix té un adormiment tan ràpid que permet posar un maó al costat de l'altre tot fent que s'aguantin entre ells fent innecessari el cindri o qualsevol tipus d'estructura de fusta.
L'habilitat dels paletes era el factor decisiu en la construcció de voltes de maó de pla, ja que la llum de la volta solia estar al voltant dels 20 a 30 pams és a dir entre 4 i 6 metres, ja que 1 pam de Barcelona és igual a 19,43 cm, i la seva santanella era d'entre un o dos pams, depenent de l'habilitat del paleta esmentada.
La volta catalana de maó de pla usualment té dos o tres fulls o capes de rajoles i maons, els quals, en els casos més acurats o en construccions més nobles, es disposaven ja des del primer full o capa esbiaixats, és a dir a 45° respecte a la directriu o a les parets que sustenten la volta, mentre que en els casos corrents es disposa paral·lela a la generatriu o a les parets de sustentació. El primer full es feia amb rajola comuna amb aglomerat de morter de guix o de calç o ciment ràpid, recolzant una rajola entre dues per l'angle recte tot fent créixer la construcció avançant pels quatre costats, en forma de llunetes, en el cas de voltes esbiaixades o avançant des dels dos estreps cap al mig, en el cas de les voltes amb maons paral·lels a la directriu. La segona capa era feta amb maons amb juntes de morter de calç, girada 45° respecte de la primera si aquesta era paral·lela a les parets o bé girant 90° la direcció dels maons respecte al primer full o capa esbiaixada; la tercera capa, en el seu cas, era un doblat de la segona, feta igual però girant 90° la direcció dels maons.
Segons l'arquitecte Bonaventura Bassegoda, en la monografia «La bóveda catalana», la transmissió de pressions en la volta catalana de maó de pla és similar al diagrama de les línies geodèsiques. Per assimilació al fenomen conegut com a «volta espontània» que es dona en els assentaments de parets estructurals i comporta l'aparició d'una típica esquerda parabòlica que estableix un arc de descàrrega pel damunt de la llinda. En forma anàloga, la volta de canó, en cedir els seus estreps tendeix a esquerdar-se segons una corba guerxa formant en els punts de suport unes llunetes espontànies, en una evidència què la transmissió d'esforços es fa, no sols per les directrius, sinó també per les generatrius de la volta.

## Exportació als Estats Units

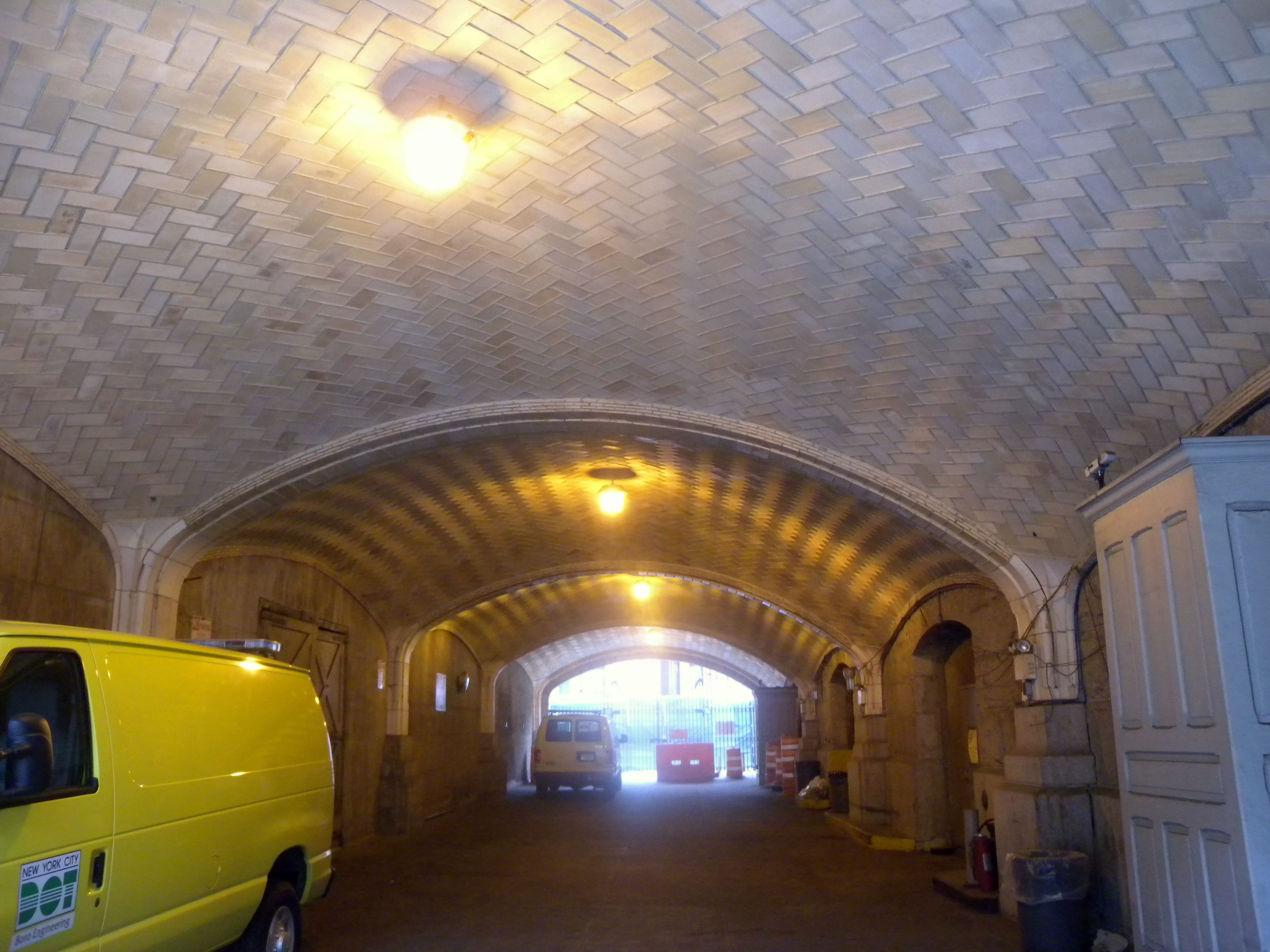
Mirant cap al sud des del carrer 60 en un dels espais de magatzem sota de Queensboro, Nova York. Construït per Rafael Guastavino

Rafael Guastavino, arquitecte valencià que treballà a Catalunya, on entre altres obres bastí el nucli central de la fàbrica de Can Batlló (Universitat Industrial), a la dècada dels 80 del segle xix va establir-se amb el seu fill als Estats Units d'Amèrica. Ambdós van exportar el mètode de construcció basat en el tradicional sistema de maó de pla utilitzat pels mestres d'obra catalans des del segle xvii i que permetia construir gairebé tota una casa utilitzant només materials de terra cuita com el maó i la rajola.
Després de l'incendi de Chicago de 1871, l'opinió pública nord-americana, els constructors i els arquitectes cercaven noves tècniques constructives basades en la utilització de materials incombustibles. Un era el ferro, que ja s'estava utilitzant i del qual els arquitectes nord-americans eren mestres. L'altre va ser la terra cuita, en l'ús estructural de la qual Guastavino era un gran expert. L'èxit arribà quan Guastavino va construir les voltes de la Biblioteca Pública de Boston (1889), dels arquitectes McKim, Mead & White.